# Comuna Coroisânmărtin, Mureș
Coroisânmărtin (în maghiară Kóródszentmárton, în germană Martindsdorf) este o comună în județul Mureș, Transilvania, România, formată din satele Coroi, Coroisânmărtin (reședința), Odrihei și Șoimuș.

## Demografie
Componența etnică a comunei Coroisânmărtin
     Români (47,29%)
     Romi (25,71%)
     Maghiari (18,2%)
     Alte etnii (8,8%)
Componența confesională a comunei Coroisânmărtin
     Ortodocși (54,36%)
     Reformați (14,81%)
     Penticostali (10,68%)
     Adventiști (4,74%)
     Fără religie (3,16%)
     Alte religii (3,46%)
     Necunoscută (8,8%)
Conform recensământului efectuat în 2021, populația comunei Coroisânmărtin se ridică la 1.330 de locuitori, în scădere față de recensământul anterior din 2011, când fuseseră înregistrați 1.447 de locuitori. Cei mai mulți locuitori sunt români (47,29%), cu minorități de romi (25,71%) și maghiari (18,2%). Din punct de vedere confesional, majoritatea locuitorilor sunt ortodocși (54,36%), cu minorități de reformați (14,81%), penticostali (10,68%), adventiști (4,74%) și fără religie (3,16%), iar pentru 8,8% nu se cunoaște apartenența confesională.

## Politică și administrație
Comuna Coroisânmărtin este administrată de un primar și un consiliu local compus din 11 consilieri. Primarul, Nicolae Comerzan[*], de la Partidul Național Liberal, este în funcție din 2016. Începând cu alegerile locale din 2024, consiliul local are următoarea componență pe partide politice:
|  | Partid                                 | Consilieri | Componența Consiliului | Componența Consiliului | Componența Consiliului | Componența Consiliului |
|  | -------------------------------------- | ---------- | ---------------------- | ---------------------- | ---------------------- | ---------------------- |
|  | Partidul Social Democrat               | 4          |                        |                        |                        |                        |
|  | Partidul Național Liberal              | 4          |                        |                        |                        |                        |
|  | Uniunea Democrată Maghiară din România | 2          |                        |                        |                        |                        |
|  | Alianța pentru Unirea Românilor        | 1          |                        |                        |                        |                        |

## Personalități
- Nicolae Vereș, (1924 - 1988), demnitar comunist